# ルドルフ・レーマン (画家)
ルドルフ・レーマン（Wilhelm August Rudolf Lehmann、1819年8月19日 - 1905年10月27日）は、ドイツの画家である。後にイギリスで活動した。

## 略歴
現在はハンブルクの一部となったオッテンセン(Ottensen）で生まれた。父親は、ハンブルク出身の肖像画家、レオ・レーマン(Leo Lehmann:1782–1859)で、兄にフランスで活動したハインリヒ・レーマン（フランス名、アンリ・ラマン）がいる。
16歳になった1835年にパリに移り、エコール・デ・ボザールで2年間学んだ。1837年にドイツに戻り、ミュンヘンに移った。1838年から1839年の秋までミュンヘン美術院のペーター・フォン・コルネリウスやヴィルヘルム・フォン・カウルバッハに学んだ後、ローマに留学し、1846年に帰国した。18850年にイギリスにわたり、ロンドンで画家として働いた。1851年には作品が認められて、ロイヤル・アカデミー・オブ・アーツの定期展覧会への出展を要請された。1855年から1859年の間は再びローマを訪れ、1863年から1864年にもローマに滞在し、ローマですごしていたロバート・ブラウニングやアルフォンス・ド・ラマルティーヌといった人々の肖像画を描いた。
スコットランドの学者、出版業のロバート・チェンバースの娘、アメリアと結婚した。弟のフレデリックもアメリアの妹と結婚し、2つの家族はチャールズ・ディケンズやジョージ・エリオット、ロバート・ブラウニングといった著名な人物を含む社会的サークルの一員となった。娘のリザ・レーマンは、有名なソプラノ歌手、作曲家となった。

## 作品

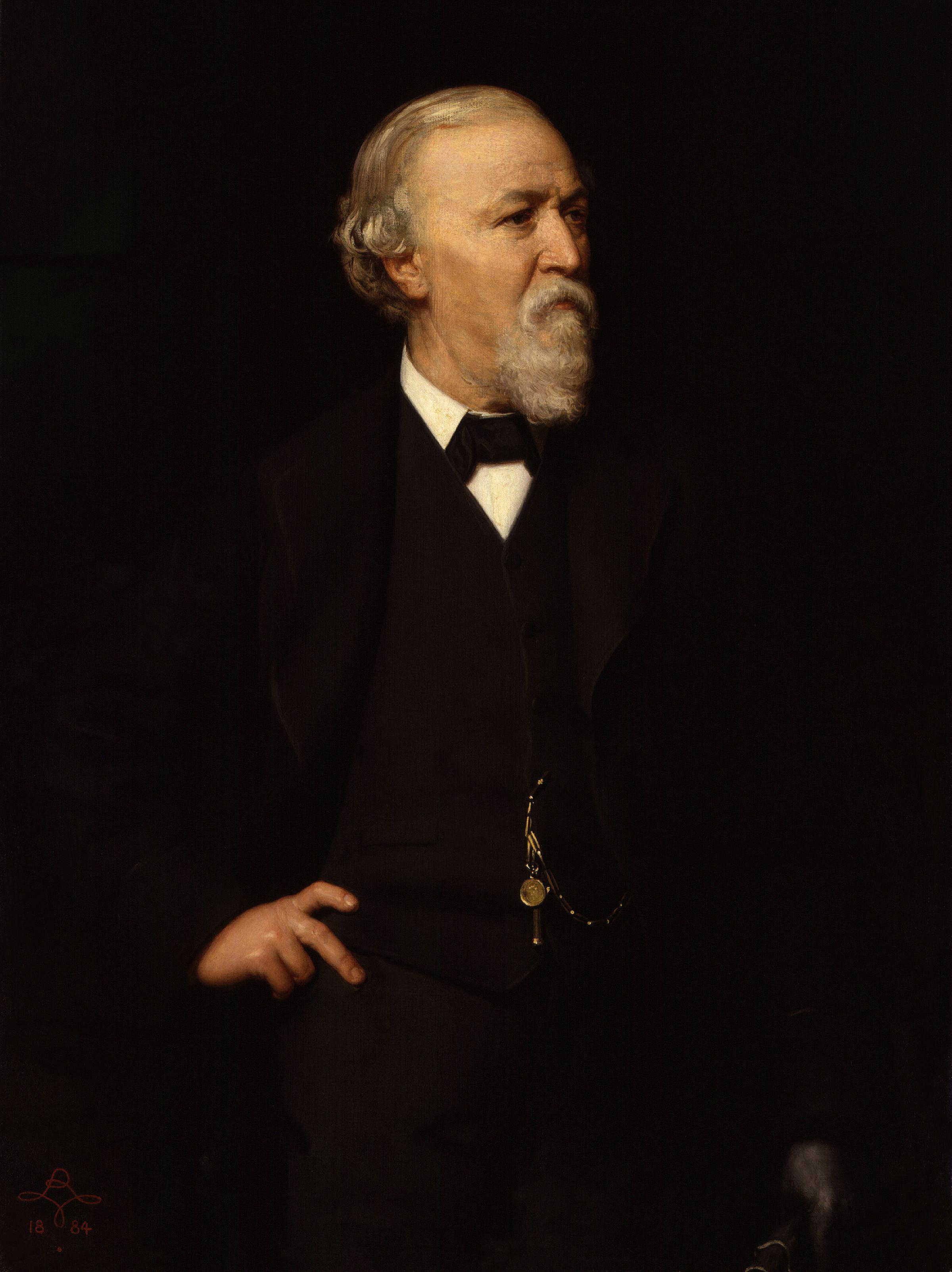
ロバート・ブラウニング
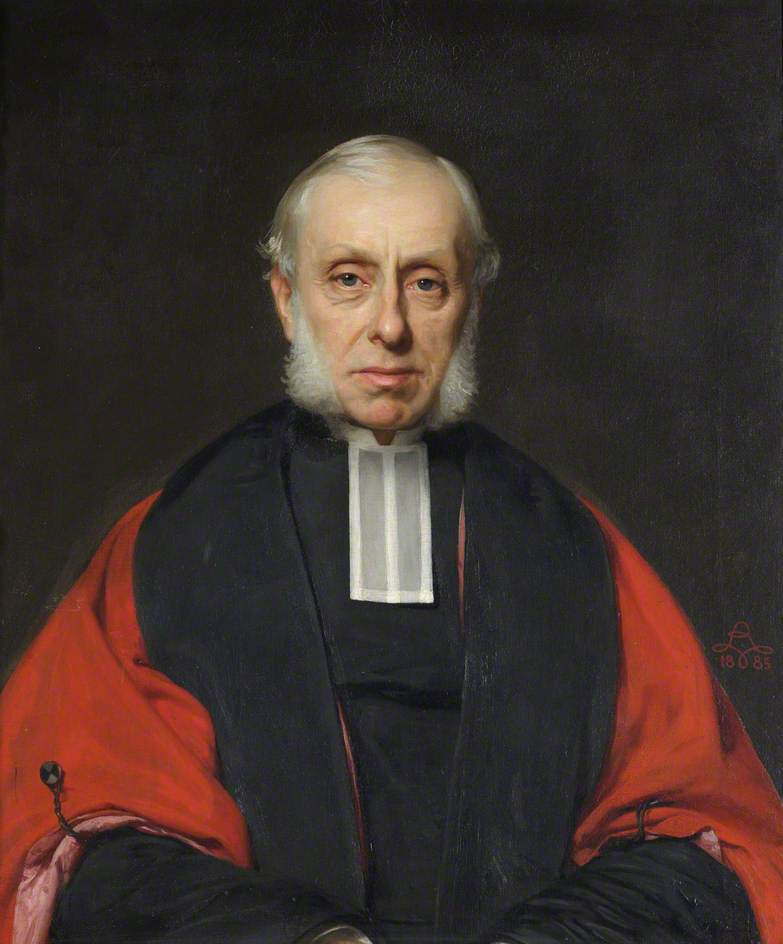
Edward Perowne(聖職者・教育者)
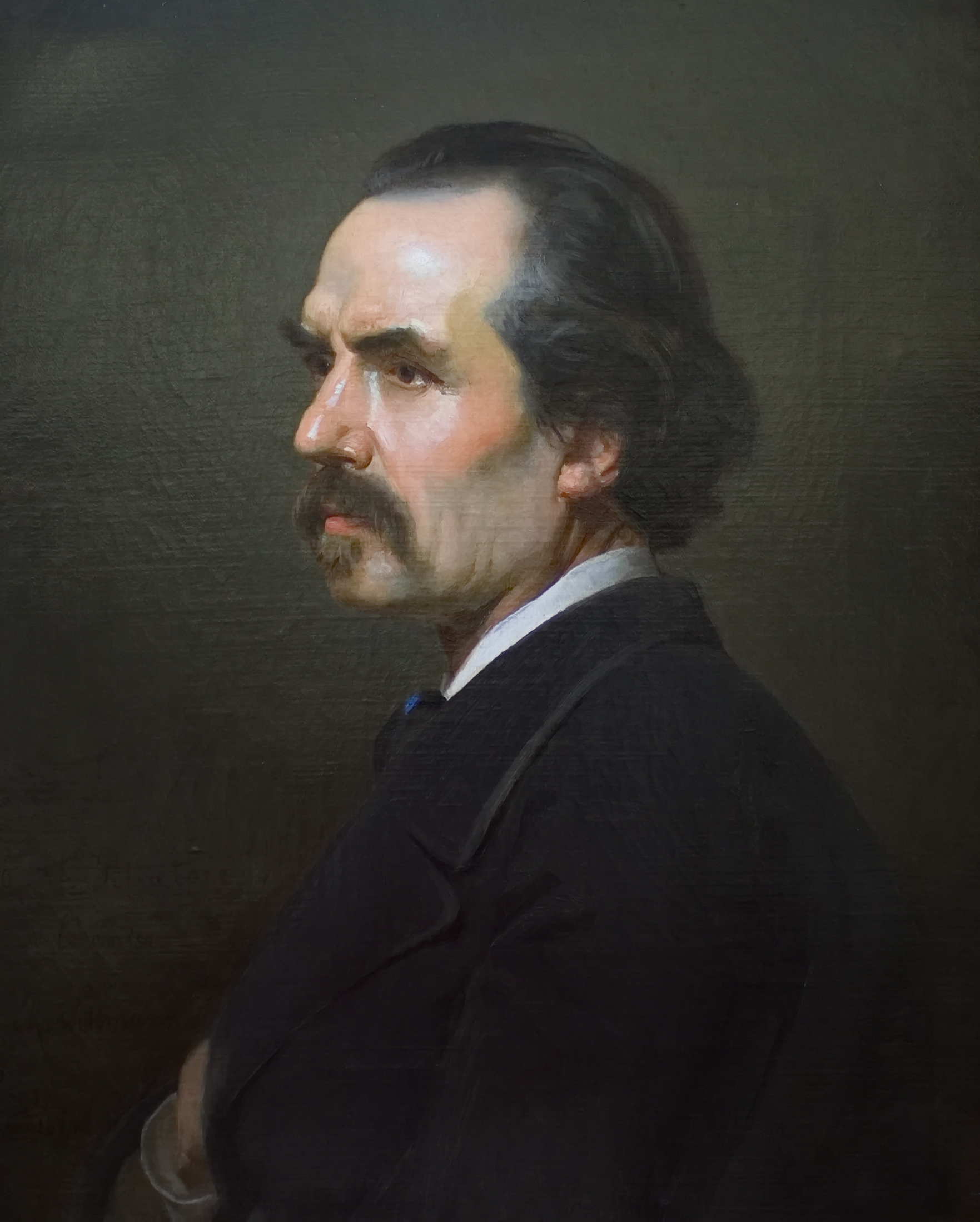
Michelangelo Pittatore(画家)
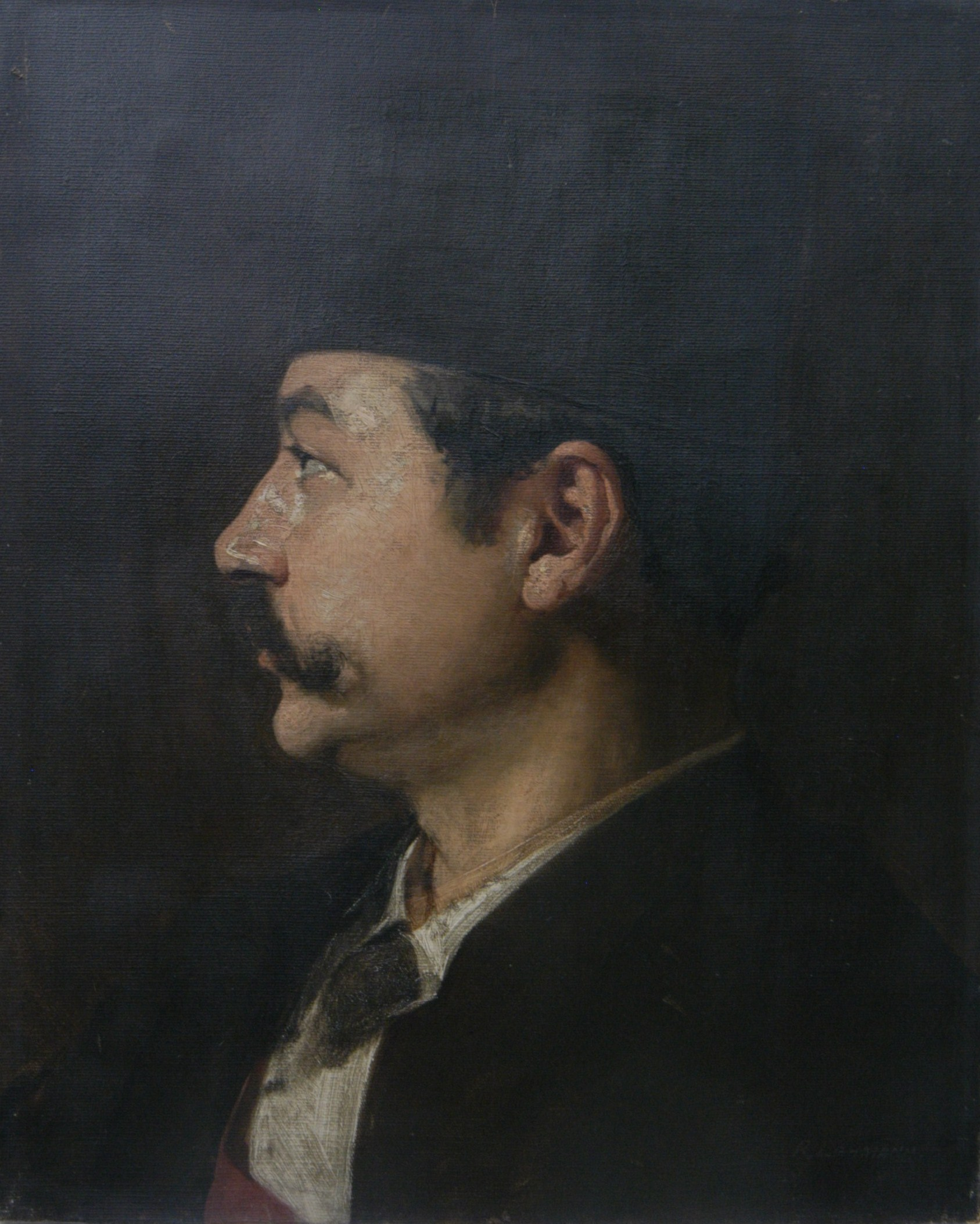
ジュール・マスネ(音楽家)
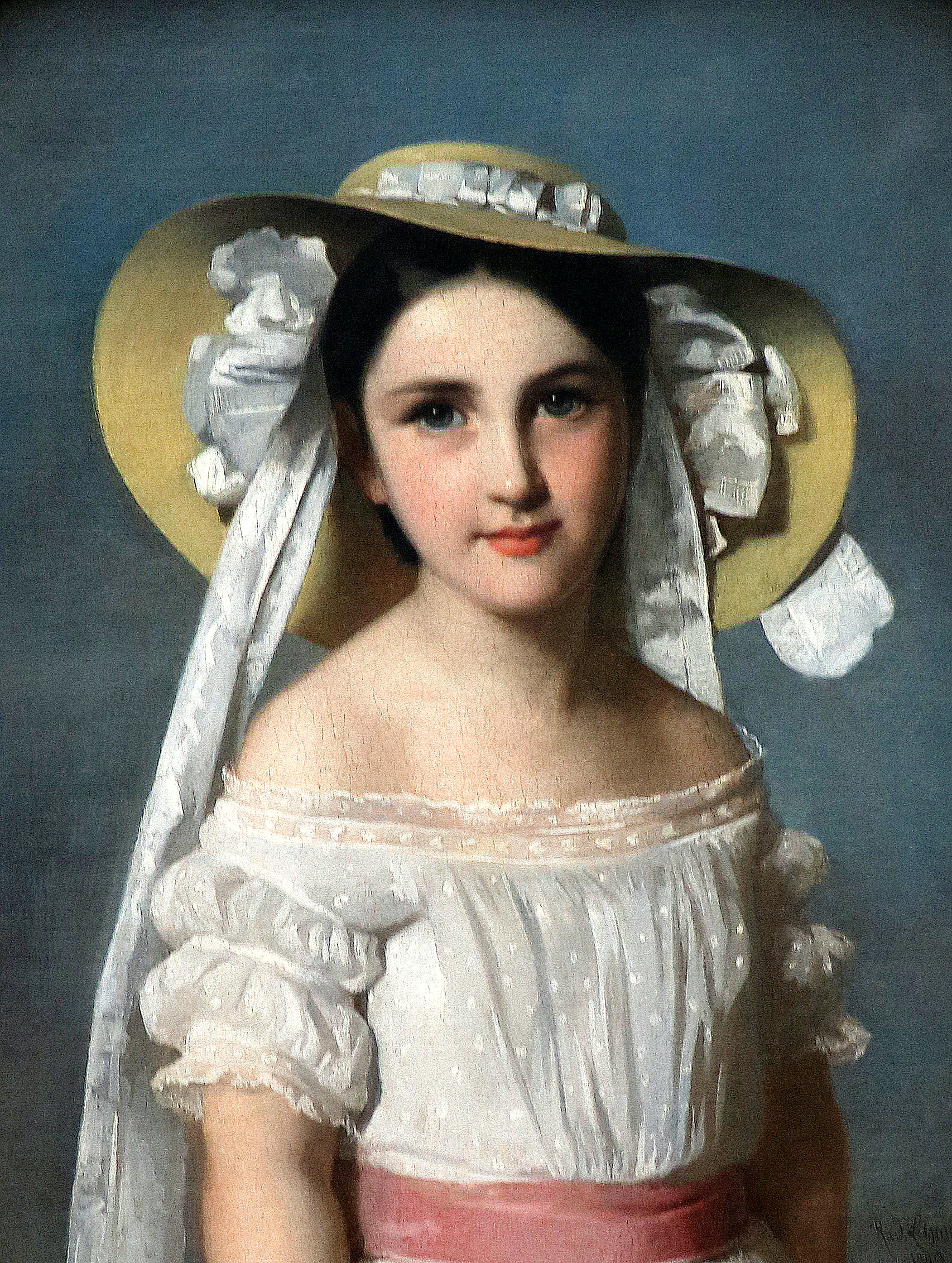
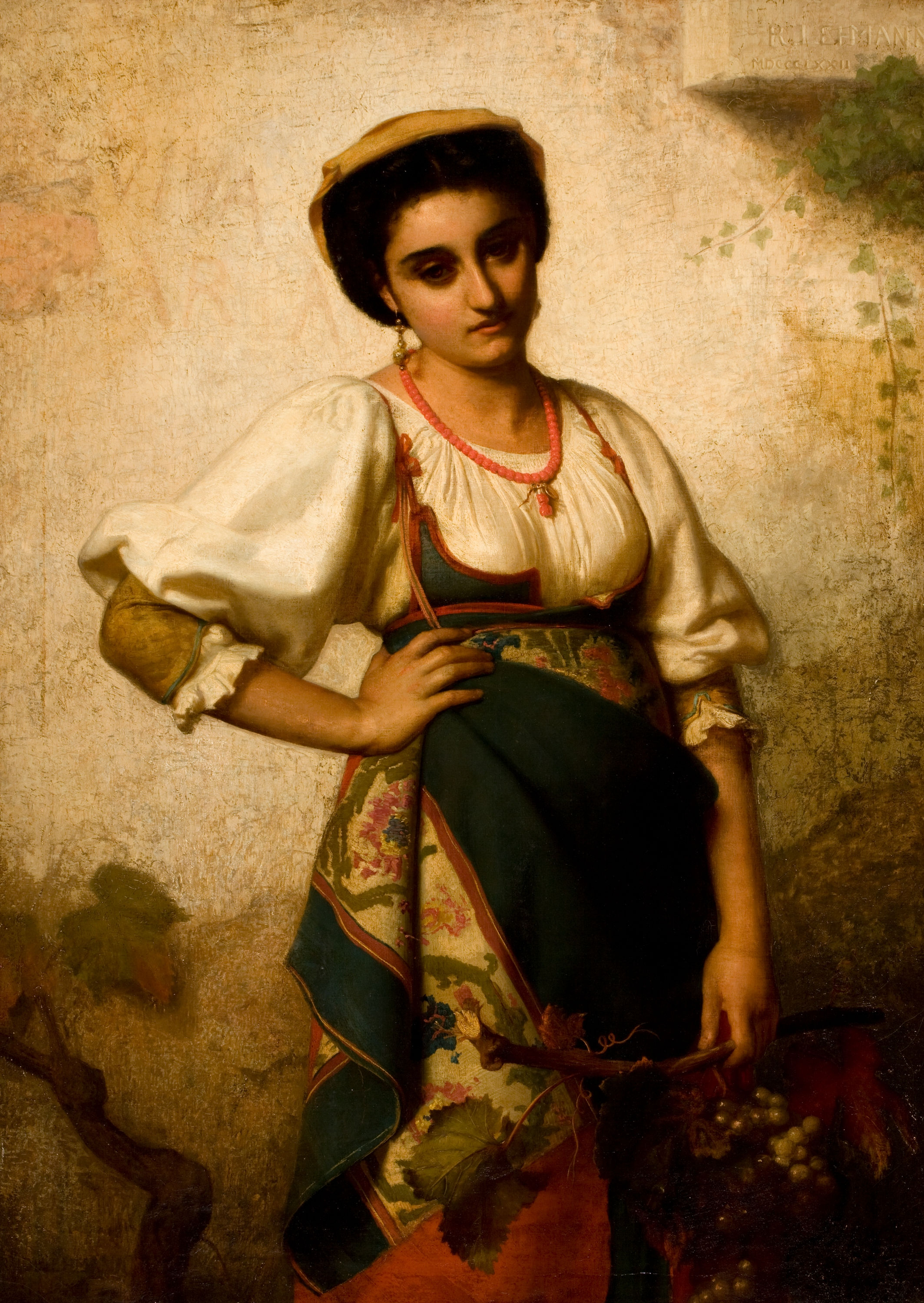
A Mediterranean Beauty
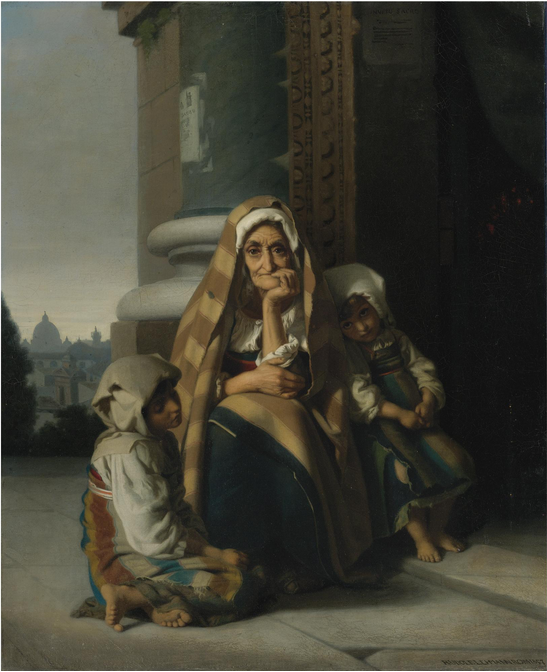
Sacred invitation
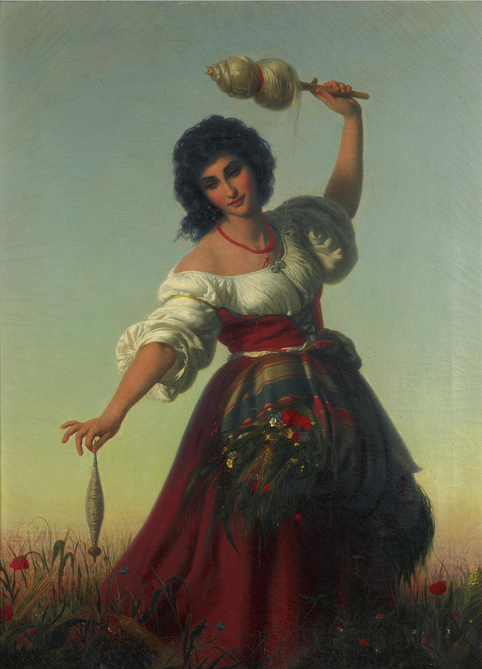
Young Italian woman